# Cyber Kong
 (février 2022).
Takashi Yoshida (吉田 隆司, Yoshida Takashi), 3 juillet 1982 à Osaka) est un catcheur japonais qui travaille à la Dragon Gate sous le nom de Cyber Kong.

## Carrière

### Dragon Gate (2006-...)
Lors de Compilation Gate 2010, lui et Shingo Takagi battent Osaka06 (CIMA et Gamma) et remportent les Open the Twin Gate Championship. 

#### Mad Blankey (2013-2015)
Le 6 octobre, lui, BxB Hulk et Yamato battent Monster Express (Shingo Takagi, Akira Tozawa et Masato Yoshino) pour remporter les vacants Open the Triangle Gate Championship. Le 5 décembre, ils perdent les titres contre Millennials (Eita, Flamita et T-Hawk).
Lors de Final Gate 2014, lui et Yamato battent Millennials (Eita et T-Hawk) et remportent les Open the Twin Gate Championship pour la deuxième fois. Le 1er mars 2015, ils perdent les titres contre Monster Express (Masato Yoshino et Shachihoko Boy).

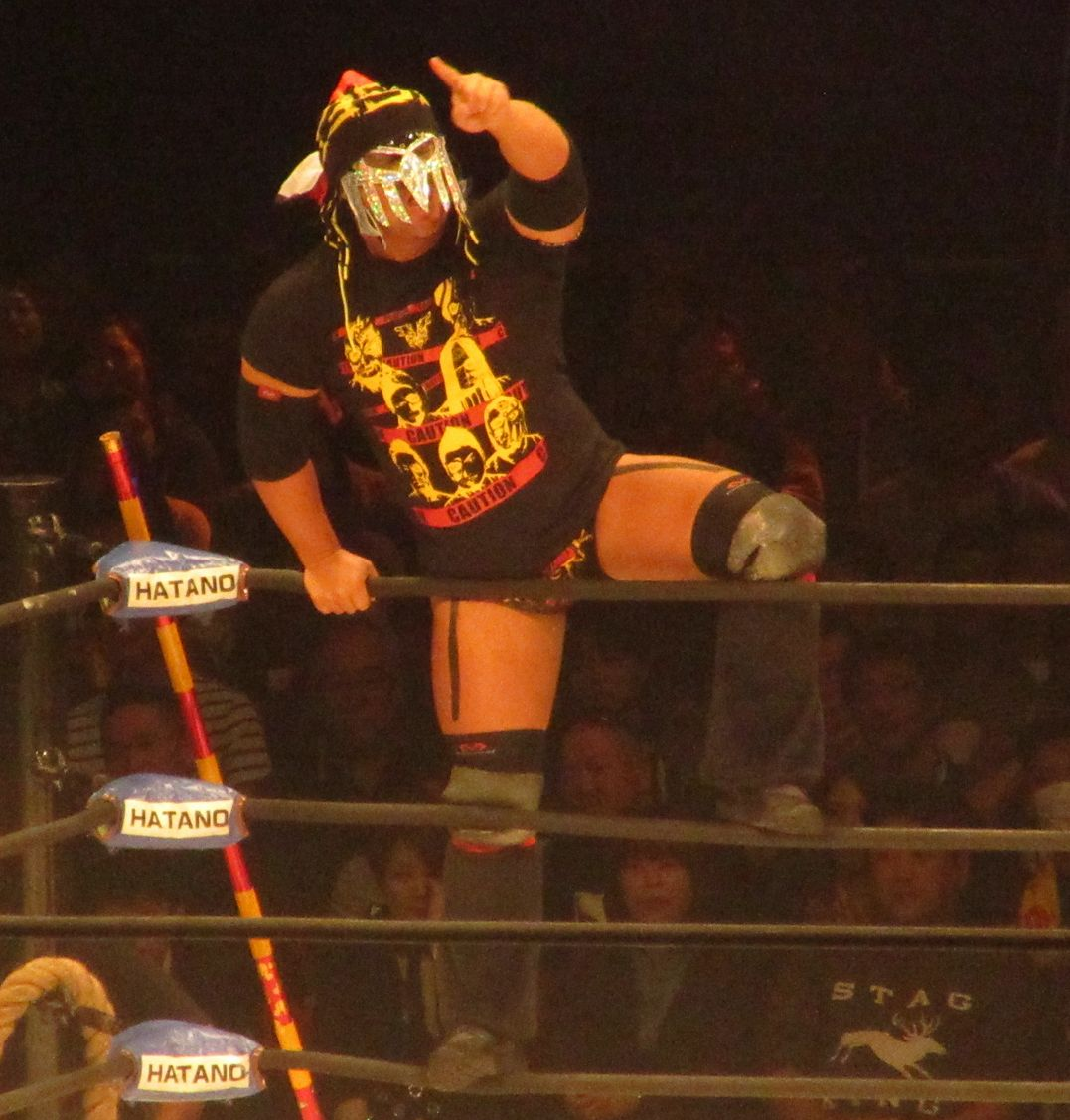
Yoshida en tant que Cyber Kong en novembre 2016

Le 16 août 2015, Mad Blankey a été contraint de se dissoudre après avoir perdu un Five-On-Five Élimination Tag Team Match contre Jimmyz, après avoir été trahi par K-ness.

#### VerserK (2015-2018)
Le 23 septembre, il forme un nouveau groupe nommée VerserK avec Kotoka, Mondai Ryu,Naruki Doi, Shingo Takagi et Yamato. Lors de The Gate Of Destiny 2016, lui, “brother” YASSHI et T-Hawk perdent contre Jimmyz (Genki Horiguchi H.A.Gee.Mee!!, Jimmy Kanda et Ryo "Jimmy" Saito) dans un Three Way Elimination Tag Team Match qui comprenaient également Masaaki Mochizuki, Big R Shimizu et Peter Kaasa et ne remportent pas les Open the Triangle Gate Championship
Le 3 avril, lui, Shingo Takagi et T-Hawk battent Jimmyz (Jimmy Susumu, Ryo "Jimmy" Saito et Jimmy Kanda) et remportent les Open the Triangle Gate Championship.
Le 1er juillet, lui, Shingo Takagi et El Lindaman battent MaxiMuM (Ben-K, Big R Shimizu et Naruki Doi)  et remportent les Open the Triangle Gate Championship. Lors de Gate Of Destiny 2017, ils perdent les titres contre Tribe Vanguard (Yamato, BxB Hulk et Kzy) dans un Three Way Elimination Tag Team Match qui comprenaient également MaxiMuM (Masato Yoshino, Naruki Doi et Kotoka).

#### ANTIAS (2018)
Lors de Final Gate 2017, lui et Shingo Takagi battent MaxiMuM (Ben-K et Big R Shimizu),. Le 13 janvier 2018, lui et les autres membres de VerserK renomme le groupe qui s'appellera dorénavant ANTIAS. Le 11 février, lui, Shingo Takagi et Yasushi Kanda perdent contre MaxiMuM (Jason Lee, Masato Yoshino et Naruki Doi) et ne remportent pas les Open the Triangle Gate Championship.

#### Real Extreme Diffusion (2018–2021)
Lors de Dangerous Gate, Eita annonce que ANTIAS est renommé et s'appelle dorénavant R.E.D. Plus tard dans le show, lui, Ben-K, Big R Shimizu, Yasushi Kanda et Kazma Sakamoto battent Natural Vibes (Kzy, Susumu Yokosuka, Genki Horiguchi, "brother" YASSHI et Punch Tominaga) dans un Ten-Man Tag Team Elimination Match. Le 3 octobre, lui, PAC, Ben-K et Big R Shimizu battent MaxiMuM (Naruki Doi, Masato Yoshino et Jason Lee) et Shingo Takagi. Lors de Final Gate 2018, lui, Kazma Sakamoto et Yasushi Kanda battent Natural Vibes (Kzy, Genki Horiguchi et Susumu Yokosuka) et remportent les Open the Triangle Gate Championship,. Lors de Dead Or Alive 2019, ils conservent les titres contre Mochizuki Dojo (Hyo Watanabe, Kota Minoura et Masaaki Mochizuki). Lors de Kobe Pro-Wrestling Festival 2019, ils perdent les titres contre Machine Army (Strong Machine J, Strong Machine F et Strong Machine G).
Lors de Final Gate 2019, lui, Diamante et H.Y.O battent Strong Machines (Strong Machine J, Strong Machine F et Strong Machine G) dans un Three-Way Match qui comprenaient également Natural Vibes (Kzy, Genki Horiguchi et Susumu Yokosuka) et remportent les Open the Triangle Gate Championship. Le 7 février 2020, ils perdent les titres contre Toryumon (Ryo Saito, Kenichiro Arai et Dragon Kid) dans un Three-Way Match qui comprenaient également Team Dragon Gate (Keisuke Okuda, Strong Machine J et Yosuke Santa Maria).
Lors de Dangerous Gate 2020, lui, Kazma Sakamoto et Diamante battent Dragon Gate (Ben-K, Dragon Dia et Strong Machine J) et remportent les Open the Triangle Gate Championship. Le 1er novembre, ils rendent les titres vacants à la suite d'une blessure de Diamante.
Lors de Gate Of Destiny 2020, lui et Kazma Sakamoto font équipe avec le nouveau membre de R.E.D, SB KENTo, pour battre Team Boku (Naruki Doi, Punch Tominaga et Ryotsu Shimizu) et remporter les vacants Open the Triangle Gate Championship,.
Il commence ensuite à se quereller avec SB KENTo après avoir montré son aversion envers lui, il affirme que SB KENTo est un «rookie » régulier. Cela les conduit le 13 janvier 2021 à perdre les Open the Triangle Gate Championship qu'ils détenaient avec Kazma Sakamoto contre les nouvellement réunis, Natural Vibes (Kzy, Genki Horiguchi et Susumu Yokosuka), après que SB KENTo l'est accidentellement frappé avec une boîte. Par la suite, étant furieux contre SB KENTo, il essaye de le virer de R.E.D, avant de se faire lui même expulsé du clan.

### All Japan Pro Wrestling (2019-...)
Le 4 avril 2019, il effectue ces débuts à la All Japan Pro Wrestling en tant que participant du Champion Carnival 2019, où le 28 avril, il termine le tournoi avec un score de 4 victoires et 4 défaites.

## Palmarès
- Dragon Gate
  - 5 fois Open the Twin Gate Championship avec Yamato (2), Shingo Takagi (1), Masaaki Mochizuki (1) et Naruki Doi (1)
  - 10 fois Open the Triangle Gate Championship avec BxB Hulk et Shingo Takagi (2), BxB Hulk et Yamato (1), Kzy et Naruki Doi (1), Shingo Takagi et T-Hawk (1), Shingo Takagi et El Lindaman (1), Kazma Sakamoto et Yasushi Kanda (1), Diamante et H.Y.O (1), Kazma Sakamoto et Diamante (1), et SB KENTo et Kazma Sakamoto (1)

- Osaka Pro Wrestling
  - 1 fois Osaka Pro Wrestling Tag Team Championship avec Magnitude Kishiwada

## Récompenses des magazines
- Pro Wrestling Illustrated
  - Classé 259e du classement PWI 500 de 2005[32]